# Averin
Averin ali Averina [avérin/avérina] je priimek več osebnosti (rusko Аве́рин/Аве́рина).
- Aleksander Averin, ruski slikar.
- Dimitrij Vasiljevič Averin, sovjetski general.

- Irina Jegorovna Averina (rojena 1966), ruska gledališka in filmska igralka.
- Tatjana Borisovna Averina (1950 - 2000), ruska hitrostna drsalka in olimpionka.